# العلاقات الإندونيسية البليزية
العلاقات الإندونيسية البليزية هي العلاقات الثنائية التي تجمع بين إندونيسيا وبليز.

## مقارنة بين البلدين
هذه مقارنة عامة ومرجعية للدولتين:
| وجه المقارنة                                              | إندونيسيا         | بليز         |
| --------------------------------------------------------- | ----------------- | ------------ |
| المساحة (كم2)                                             | 1.90 مليون        | 22.97 ألف    |
| عدد السكان (نسمة)                                         | 263.99 مليون      | 374.68 ألف   |
| الكثافة السكانية (ن./كم²)                                 | 138.94            | 16.31        |
| العاصمة                                                   | جاكرتا            | بلموبان      |
| اللغة الرسمية                                             | اللغة الإندونيسية | لغة إنجليزية |
| العملة                                                    | روبية إندونيسية   | دولار بليزي  |
| الناتج المحلي الإجمالي (بليون دولار)                      | 1.02 تريليون      | 1.84 مليار   |
| الناتج المحلي الإجمالي (تعادل القوة الشرائية) بليون دولار | 2.85 تريليون      | 3.05 مليار   |
| الناتج المحلي الإجمالي الاسمي للفرد دولار أمريكي          | 3.35 ألف          | 4.88 ألف     |
| الناتج المحلي الإجمالي للفرد دولار أمريكي                 | 10.52 ألف         | 8.42 ألف     |
| مؤشر التنمية البشرية                                      | 0.684             | 0.715        |
| رمز المكالمات الدولي                                      | +62               | +501         |
| رمز الإنترنت                                              | .id               | .bz          |
| المنطقة الزمنية                                           |                   | 00           |

## منظمات دولية مشتركة
يشترك البلدان في عضوية مجموعة من المنظمات الدولية، منها:
| علم المنظمة | اسم المنظمة                        | تاريخ انضمام إندونيسيا | تاريخ انضمام بليز |
| ----------- | ---------------------------------- | ---------------------- | ----------------- |
|             | مؤسسة التنمية الدولية              | 20 أغسطس 1968          | 19 مارس 1982      |
|             | يونسكو                             | 27 مايو 1950           | 10 مايو 1982      |
|             | وكالة ضمان الاستثمار متعدد الأطراف | 12 أبريل 1988          | 29 يونيو 1992     |
|             | الأمم المتحدة                      | 28 سبتمبر 1950         | 25 سبتمبر 1981    |
|             | الفريق المعني برصد الأرض           | ?                      | ?                 |
|             | الاتحاد البريدي العالمي            | ?                      | ?                 |
|             | البنك الدولي للإنشاء والتعمير      | 13 أبريل 1967          | 19 مارس 1982      |
|             | الاتحاد الدولي للاتصالات           | 1949                   | 16 ديسمبر 1981    |
|             | منظمة حظر الأسلحة الكيميائية       | ?                      | ?                 |
|             | مؤسسة التمويل الدولية              | 23 أبريل 1968          | 19 مارس 1982      |
|             | منظمة التجارة العالمية             | ?                      | ?                 |
|             | منظمة الشرطة الجنائية الدولية      | 5 أكتوبر 1954          | ?                 |

## وصلات خارجية
- موقع وزارة الخارجية الإندونيسية
- موقع وزارة الخارجية البليزية